# Mueda, Memória e Massacre
Mueda, Memória e Massacre es una película mozambiqueña de 1979 dirigida por Ruy Guerra y considerada primer largometraje de ficción del país. Captura la recreación teatral anual de la masacre de Mueda de 1960 que dejó como resultado más de 600 manifestantes muertos.

## Sinopsis
La película muestra una recreación de la Masacre de Mueda interpretada por actores aficionados makonde de Mueda. La masacre fue un catalizador clave para el inicio de la guerra de Independencia de Mozambique y para la formación del Frente de Liberación de Mozambique.

## Elenco
- Filipe Gumoguacala como Cometeiro Cassimuca
- Romao Comapoquele como Faustino Vamomba
- Baltazar Nchulema como Tac Tac Mandusse
- Mauricio Machimbuco como Imterprete
- Alfredo Mtapumsunji como Administrador
- Cassiamo Camilio como aspirante
- Antonio Jumba como Cabo dos Cipauos

## Premios
Ganó premios en distintos festivales internacionales de cine que incluyen:
- Festival de Cine de Taskent, 1980
- Festival Internacional de Cine de Berlín, 1981
- Festival Internacional de Cine de Locarno, 1980